# Seznam českých velvyslanců v Rakousku
Seznam českých velvyslanců v Rakousku obsahuje vedoucí diplomatické mise České republiky v Rakousku. 
Na prvních vzájemných kontaktech po rozpadu Rakouska-Uherska se podílel vídeňský úřad plnomocníka ČSR, jenž ustavil Národní výbor během listopadu 1918. Po signaci Saintgermainské mírové smlouvy v září 1919 zahájily oba státy diplomatické vztahy, které skončily anšlusem Rakouska během března 1938. Po druhé světové válce došlo k jejich obnovení. V listopadu 1945 uznalo předsednictvo československé vlády legitimitu rakouského kabinetu kancléře Karla Rennera. Rakousku pak bylo dovoleno normalizovat bilaterální diplomatické styky s vládami členů Spojených národů na základě vídeňské smlouvy čtyř okupačních velmocí z června 1946. Obě zastoupení získala v roce 1975 charakter velvyslanectví. Česká republika pak v lednu 1993 navázala s Rakouskem na předchozí diplomatické styky československého státního útvaru.

Od roku 1921 sídlí velvystanectví v budově vídeňského paláce Cumberland.

## Čeští velvyslanci
- 1993–1998, Pavel Jajtner
- 1998–2004, Jiří Gruša
- 2004–2006, JUDr. Rudolf Jindrák
- 2006–2013, RNDr. Jan Koukal
- 2013–2018, Ing. Jan Sechter
- 2018–2021, JUDr. Ivana Červenková
- od 2022, Dr. Jiří Šitler[2]